# Morden
Morden je město v regionu Pembina Valley v prérijní provincii Manitoba. Nachází se ve vzdálenosti 11 km západně od sousedního města Winkler. Město mělo v roce 2016 8668 obyvatel.

## Dějiny
Vzniklo v roce 1882 na Canadian Pacific Railway. V roce 1895 byla ustanovena vesnice, která získala v roce 1903 městský status (town) a v roce 2012 status „city“.